# Карол Хуберт Ростворовски
Карол Хуберт Ростворовски (пољ. Karol Hubert Rostworowski; Рибна, 3. новембар 1877 — Краков, 4. фебруар 1938) је био пољски драматург и песник.